# Joseph R. Hobart
| 263844 Johnfarrell | 21 gennaio 2009 |

Joseph R. Hobart (1944) è un astronomo amatoriale statunitense di professione tecnico elettricista.
Il Minor Planet Center gli accredita le scoperte di trentasei asteroidi, effettuate tra il 2008 e il 2010.
Gli è stato dedicato l'asteroide 4225 Hobart .